# Les Feixes (Olot)
les Feixes és un mas al terme d'Olot (la Garrotxa) protegit com a bé cultural d'interès local. Es tracta d'una masia de planta regular, de volums simples amb un cos principal i diferents volums secundaris, encerclats per un recinte emmurallat, amb un gran portal d'entrada de pedra natural i arc rebaixat. La pedra volcànica és visible en totes les parts i els carreus de pedra en cantonades i obertures principals. La planta noble distribuïda a partir de la sala central, conte una capella dedicada al Carme. La documentació existent revela la seva antiguitat amb notícies històriques a partir del segle x. La configuració actual és del segle xvii i les seves darreres intervencions dels anys 90 han rehabilitat completament el mas respectant l'estructura, tipològica i elements del conjunt.